# Arctic Justice: Thunder Squad
Arctic Justice: Thunder Squad ou Arctic Dogs (prt: Cães do Ártico - Uma Aventura no Gelo) é um filme de animação ítalo-canadense-americano-indiano de comédia co-escrito e dirigido por Aaron Woodley e co-dirigido por Dimos Vrysellas. O filme conta com as vozes de Jeremy Renner, Heidi Klum, James Franco, John Cleese, Omar Sy, Michael Madsen, Laurie Holden, Anjelica Huston e Alec Baldwin.
Foi lançado em 8 de novembro de 2019 por Entertainment Studios. Estreou em Portugal no dia 20 de janeiro de 2022.

## Enredo
Swifty é uma raposa do Ártico que trabalha na sala de correspondência do Serviço de Entrega de Explosão no Ártico. Ele tem, no entanto, um sonho em ser parte da Cachorrada, os principais mensageiros roucos do Ártico. Para provar que pode fazer isso, comanda um dos trenós e entrega um pacote misterioso para um local secreto. Onde uma morsa maligna planeja derreter o Ártico.

## Elenco
- Jeremy Renner como Swifty[4]
- Alec Baldwin como PB
- Heidi Klum como Jade/Bertha
- John Cleese como Doc Walrus (Otto Von Morsa, no Brasil)
- Anjelica Huston como Maureen
- James Franco como Lemmy
- Omar Sy como Sal
- Michael Madsen como Duke
- Laurie Holden como Dakota
- Nina Senicar como Inka

## Lançamento
Arctic Dogs foi lançado em 1 de novembro de 2019, no Canadá e nos Estados Unidos.

## Recepção

### Bilheteria
Nos Estados Unidos e no Canadá, Arctic Dogs foi lançado ao lado de Harriet, Terminator: Dark Fate e Motherless Brooklyn, e foi projetado para arrecadar entre US$ 5 e 10 milhões entre 2.835 cinemas no fim de semana de estréia. Ele faturou US $ 700.000 no primeiro dia e acabou estreando com apenas US$ 2,9 milhões (US$ 47 milhões foram perdidos), terminando em 10º e marcando a pior estréia de todos os tempos para um filme exibido em mais de 2.800 cinemas.

### Crítica
No site Agregador de críticas Rotten Tomatoes, o filme possui uma classificação de aprovação de 14% com base em 15 críticas, com uma classificação média de 3,09 / 10. Metacritic atribuiu ao filme uma pontuação média ponderada de 28 em 100, com base em quatro críticos, indicando "críticas geralmente desfavoráveis". As audiências consultadas pelo CinemaScore deram ao filme uma nota média de "B-" na escala A + a F, enquanto as do PostTrak deram a ele uma pontuação geral positiva de 64% e uma recomendação definitiva de 41%.